# OKl1

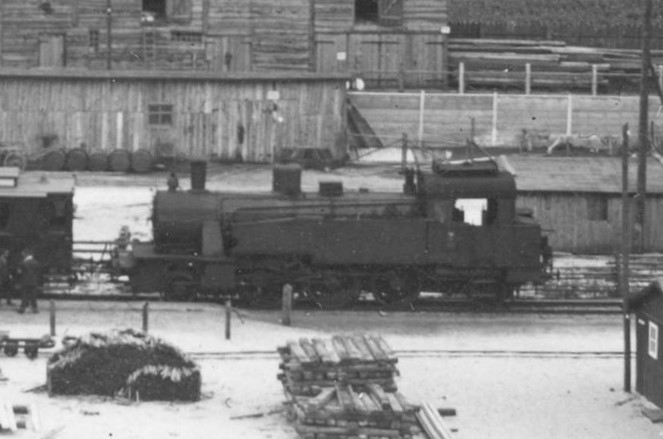
OKl1 na bocznicy, Gdynia, 1929

OKl1 – parowóz osobowy produkcji pruskiej. Parowóz ten nosił pruskie oznaczenie T 6. Polska otrzymała po 1918 pięć parowozów tej serii. 